# Stanisław Królak
Stanisław Królak, né le 26 janvier 1931 à Varsovie, décédé le 31 mai 2009, a été un coureur cycliste polonais parmi les plus célèbres dans son pays, pour avoir été le premier polonais à triompher dans la Course de la Paix, en 1956. Il est encore un des meilleurs performeurs quant au nombre de victoires d'étapes au Tour de Pologne.

## Biographie
Stanisław Królak était électricien de profession. Après sa carrière de champion cycliste, il complétait ses études à l'Institut d'éducation physique de Varsovie et devenait instructeur en cyclisme. 

Le cyclisme, il y avait débuté en 1949. Pratiquant la route comme la piste, il cumulait les titres de champion de Pologne par équipes (sur route et en poursuite en 1950) avant de conquérir son premier titre individuel en 1952, sur la route. En 1952 également il débutait sa participation aux deux épreuves par étapes « phares » en Pologne : à la Course de la Paix qu'il disputait à 7 reprises, jusqu'en 1961, et au Tour de Pologne, où il remportait au total de 9 étapes en 6 participations
La victoire qui eut le plus de retentissement dans son pays est celle acquise dans la Course de la Paix en 1956. Cette course avait été créée dans les conditions précaires de l'Après-guerre, en 1948 entre Varsovie et Prague. Mais hormis la 1re année où les équipes de Pologne emportaient la victoire collective dans les deux courses qui composent cette première édition, la victoire n'avait pas encore souri à un coureur polonais. Stanislaw Krolak aguerri par 4 participations depuis 1952, remportait entre Leipzig et Karl-Marx Stadt (Chemnitz) la 8e étape, s'emparait du maillot de leader de la course, et ne le lâchait plus jusqu'à l'arrivée terminale à Prague. Son second était le roumain Constantin Dumitrescu, et le 3e était le coureur soviétique Nikolaï Kolumbet. Vainqueur l'année précédente Gustav-Adolf Schur était relégué à la 11e place, à 17 minutes... Le contexte politique amplifiait l'audience d'une victoire nationale. Le XXe Congrès du Parti Communiste de l'Union soviétique avait eu lieu en février, ouvrant la voie à la déstalinisation. Le petit « Staline » polonais Bolesław Bierut mourrait à ce moment-là. Commençait alors en Pologne un mouvement de contestation, dramatique, qui aboutissait en novembre 1956 à la formation d'un gouvernement dirigé par un ancien prisonnier des geoles staliniennes. Crise sociale et expression du sentiment national convergeaient. Or non seulement Królak était le 1er vainqueur polonais, mais il avait triomphé individuellement alors que l'équipe soviétique affirmait sa force en triomphant au challenge par équipes.

## Palmarès

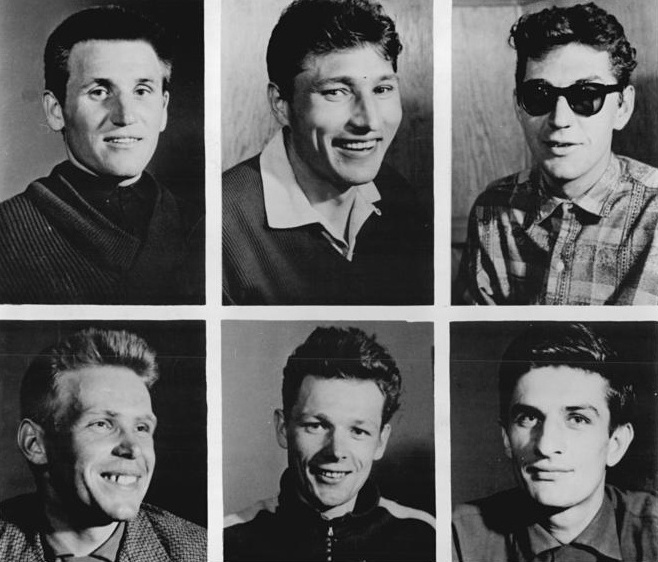
Course de la Paix 1961 : 7e et dernière participation de Stanislaw Krolak à l'épreuve. Il figure ici, rang du haut, au centre du cliché, entre le grand champion Stanislaw Gazda (à gauche) et Andrzej Piechaczek. En bas, de gauche à droite Wiesław Jarzebski, Bobusław Fornalczyk et Józef Beker. Si Gazda (en 1963), Fornalczyk (en 1958) et Beker (en 1965) remportèrent le Tour de Pologne, Stanisław Królak, vainqueur de 9 étapes ne gagna jamais le classement final

- 1952
  -  Champion de Pologne sur route
  - 7e étape du Tour de Pologne
  - 16e du Tour de Pologne
  - 22e de la Course de la Paix

- 1953
  - 9e (à Wrocław) et 12e étapes (à Varsovie) de la Course de la Paix
  - 7e et 13e étapes du Tour de Pologne
  - 2e du championnat de Pologne
  - 6e du Tour de Pologne
  - 8e de la Course de la Paix

- 1954
  - 13e étape de la Course de la Paix
  - 6e de la Course de la Paix

- 1955
  -  Champion de Pologne sur route
  - 1re étape du Tour de Pologne
  - 5e de la Course de la Paix
  - 5e du Tour de Pologne

- 1956
  - Course de la Paix
    - Classement général
    - 8e étape

  - 6e étape du Tour de Pologne
  - 10e du Tour de Pologne

- 1958
  - 7e et 10e étapes du Tour de Pologne
  - 3e du championnat de Pologne sur route
  - 5e du Tour de Pologne
  - 19e de la Course de la Paix

- 1960
  - 3e et 8e étapes du Tour de Pologne
  - 4e du Tour de Pologne

- 1961
  - 27e de la Course de la Paix

- 1962
  - 3e du Grand Prix cycliste de L'Humanité[4].
  - sélectionné dans l'équipe de Pologne pour le Tour de l'Avenir: 72e.

### sélections et résultats divers
- Championnats du monde sur route amateurs: sélectionné en 1953, 1955, 1958
- Champion de Pologne de cyclo-cross 1955
- Champion de Pologne en Poursuite par équipes : 1950, 1954
- Champion de Pologne sur route par équipes: 1950, 1953, 1954, 1955.
- Places au Classement par équipes de la Course de la Paix avec l'équipe polonaise: 5e en 1952; 6e en 1953; 2e en 1954; 6e en 1955; 2e en 1956; 5e en 1958; 4e en 1961 (voir photo).

## Distinctions
- Croix d'or du Mérite polonais
- Maître des sports émérite de Pologne
- Officier de l'Ordre de la Renaissance de la Pologne (2008)[5]